# ヤコブ・ファン・ハイスム
ヤコブ・ファン・ハイスム（Jacob van Huysum 、1687年頃 - 1740年）は18世紀のオランダ出身の植物画家である。

## 生涯
アムステルダムで生まれた。父親のユストゥス・ファン・ハイスム（Justus van Huysum 、1659年–1716年）と兄のヤン・ファン・ハイスム（Jan van Huysum 、1682年–1749年）も有名な植物画家であった。1721年頃にイギリスを訪れ、植物愛好家のロックイヤーや有力な政治家ロバート・ウォルポール伯爵の援助を受け、ウォルポールのノーフォーク州ホートンの屋敷を飾る絵を描いた。植物学者のジョン・マーティンの『希少植物誌』（Historia Plantarum Rariorum 、1728年-1738年ロンドン）のために50以上の図を描いた。園芸家協会（Society of Gardeners ）の『植物カタログ』（Catalogus Plantarum, an index of trees, shrubs, plants and flowers、 1730年ロンドン）のすべての図版を描いた。

## ヤコブ・ファン・ハイスムの植物画

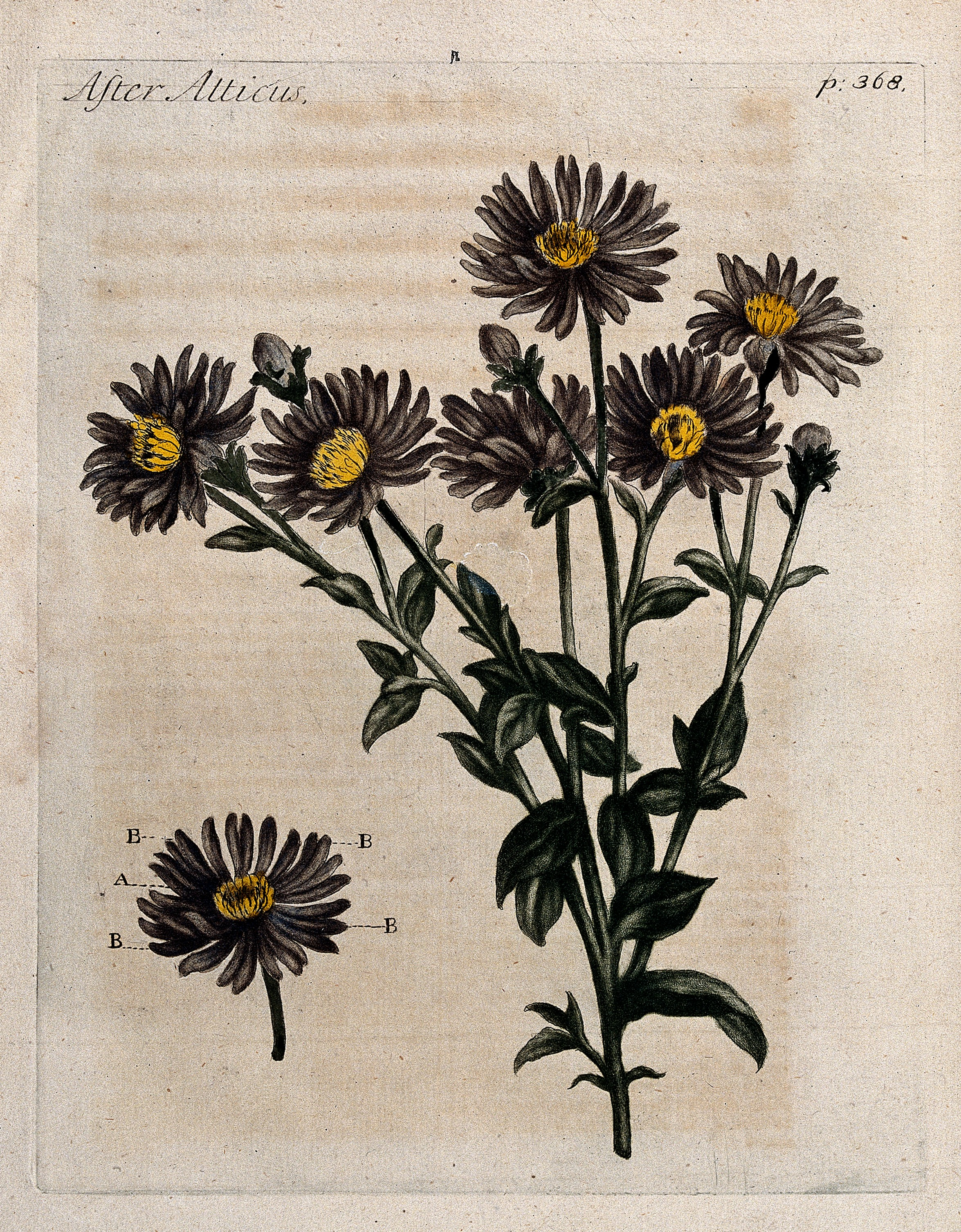
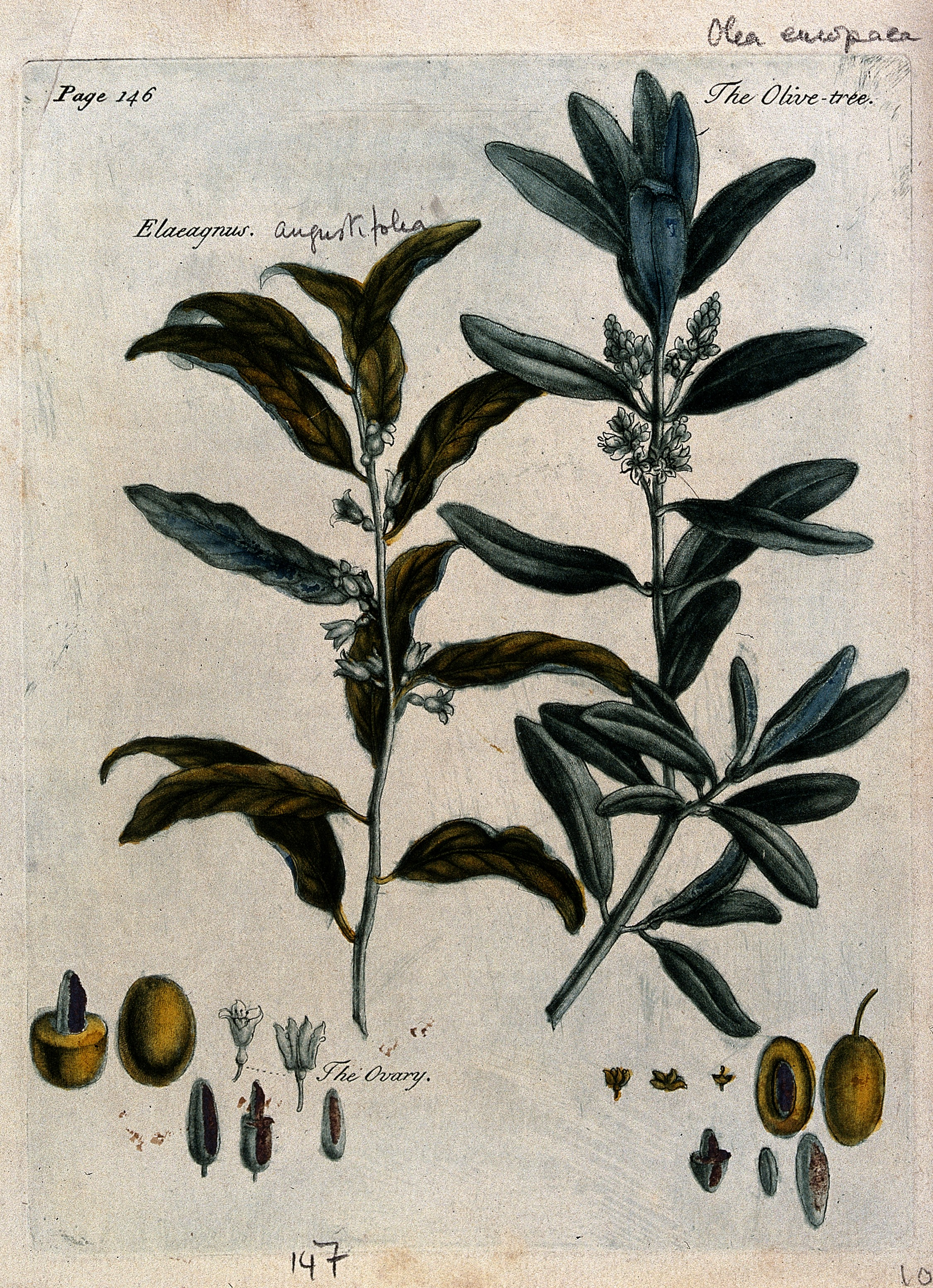
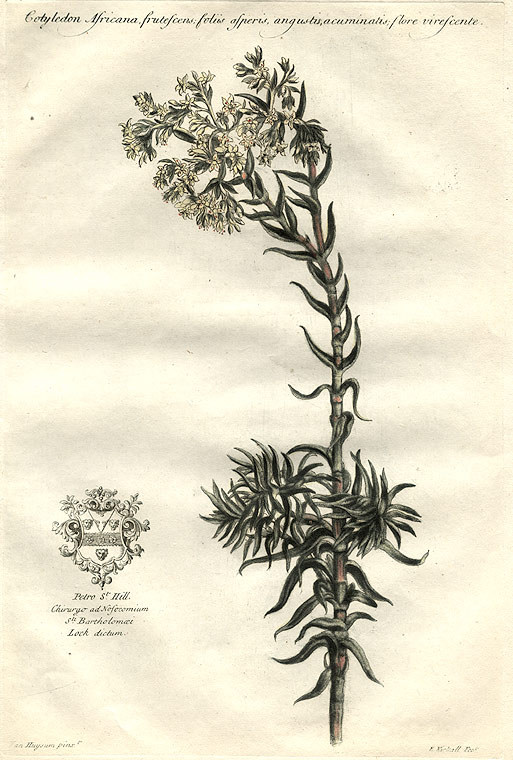
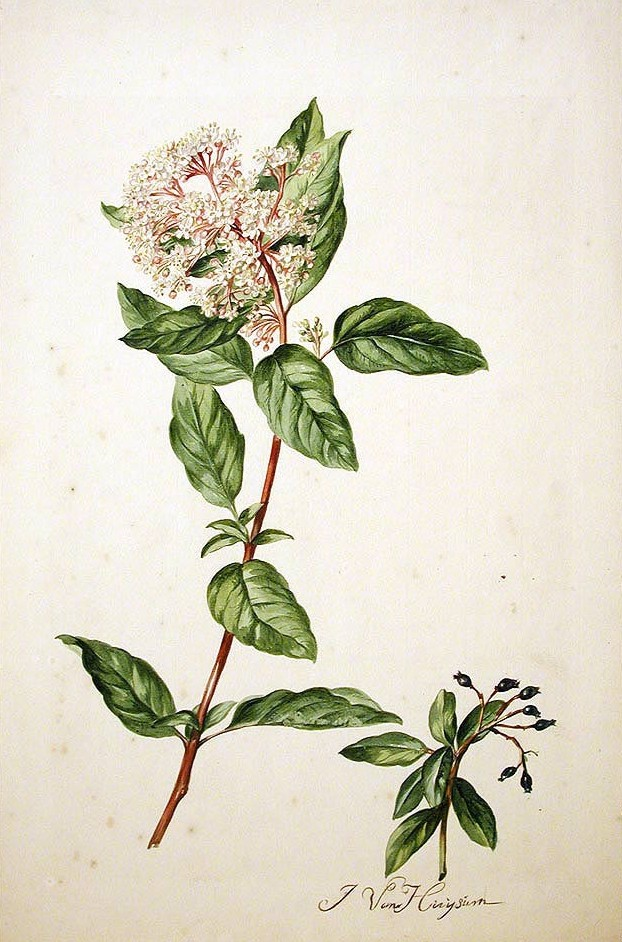
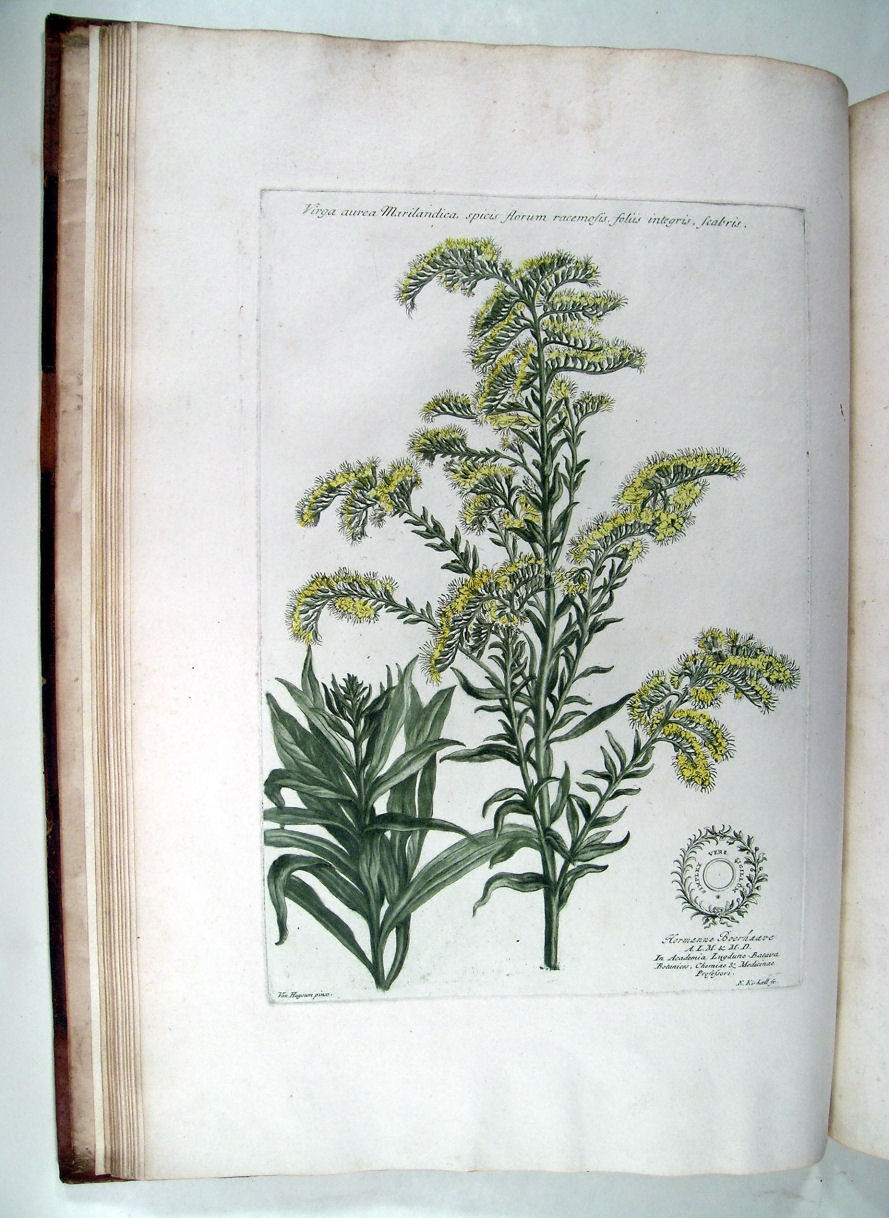